# Miguel Maia
Miguel Maia (Espinho, 23 de abril de 1971) foi um jogador de voleibol e voleibol de praia português, e tem um percurso invejável tanto na variante indoor como na areia. Por muitos considerado o melhor jogador de sempre da modalidade, o distribuidor que representou até 2021 o Sporting Clube de Portugal ficou famoso pelas suas prestações em Jogos Olímpicos, onde fazendo dupla com João Brenha conquistou dois brilhantes quartos lugares (Atlanta 1996 e Sydney 2000). Em Sydney teve a honra de ser escolhido para ser o porta-estandarte da comitiva portuguesa.
Após 33 anos a competir ao mais alto nível, Miguel Maia decidiu ingressar como treinador de voleibol no Académica de Espinho.
Miguel Maia conquistou mais de 80 títulos repartidos pela praia e pavilhão. Títulos em torneios nas seleções jovens e adulta ( Torneios RTP, Torneios Páginas Amarelas, Torneio Internacional de Gondomar, Torneio cidade de Cascais, Torneio Internacional cidade de Espinho, Torneio Internacional da Guarda, Torneio Internacional dos Carvalhos/AVP em juniores, Torneio cidade de Lisboa/AVL em minis e torneio da Associação de voleibol de Coimbra em juniores 90). Conquistou vários torneios por equipas Torneios de Lamego, torneios cidade de Espinho, Torneio de Sto Tirso, Torneios das Caldas, Torneio Cidade de Lisboa, Torneio “Ilídio Ramos”, Torneios da Associação Académica de Espinho, Torneio do Sporting Clube de Espinho,Troféu Stromp, Torneio de Vigo, Torneio de Gijon, Torneio da Holanda, Torneio Internacional da Bélgica, Torneio Reima Crema ( Itália).
No vôlei de praia, venceu etapas Nacionais em Arcozelo, Canidelo, Matosinhos, Espinho, Viana, Esmoriz, Carcavelos,Porto Santo, Portimão, Esposende, São Pedro de Moel 4x4, Figueira da Foz,Praia da Vieira 4x4,Dacasca Beach volley, Torneios Spalding 4x4, Torneios TLP 4x4 e Costa da Caparica de 2x2, 3x3 e 4x4.
A nível profissional, conquistou 16 Campeonatos Nacionais absolutos, repartidos por três equipas diferentes, 9 Taças de Portugal, 6 Supertaças, 1 taça Federação Portuguesa de Voleibol e 1 Top Teams Cup, conquistado ao serviço do SC Espinho,sendo finalista dessa mesma taça no ano seguinte na mesma no Sporting Clube de Espinho e anos mais tarde atingiu as meias finais ao serviço do Sporting Clube de Portugal (2018/2019 e 2019/2020).
Foi Campeão Europeu (FISEC) na Bélgica ao serviço de Portugal. A nível de títulos nos seniores
foi também campeão nacional pela Associação Académica de Espinho na 2a divisão. Na formação ganhou vários títulos regionais e nacionais em iniciados e juvenis.
No vôlei de praia tem mais 8 campeonatos nacionais de vôlei de praia 2x2 ( únicos participados) e foi também 2 vezes campeão nacional de 4x4 em volei de praia por clubes ( Sporting Clube de Espinho).
Vencedor de muitas etapas do campeonato nacional em Portugal.
2 vitórias nas etapas mundiais na Bélgica( Ostende 1998) e na Rússia ( Moscovo 1999).
Vencedor de uma etapa do Europeu em Portugal ( Espinho).
Atingiu juntamente com João Brenha as meias finais do campeonato do mundo no Brasil ( Rio de Janeiro).
Chegou também às meias finais das etapas do circuito mundial em Marselha, Vitória ES, Porto Rico.
Foi 3o lugar nos jogos da Lusofonia ( Macau)
5o nos jogos Mundiais em Haia na Holanda.
5o lugar no campeonato da Europa em Espanha ( Almeria).
Várias vezes classificado em 5o lugar nas etapas do circuito mundial ( Portugal, França, Noruega 2 vezes, Turquia).
Participou em 6 campeonatos do mundo em volei de praia.
Considerado o Melhor defesa do mundo em 2 olimpíadas consecutivas ( Atlanta e Sydney).
Tem 178 internacionalizações pela equipa nacional nas mais variadas competições de voleibol de pavilhão.
Participou e capitaneou a primeira seleção Portuguesa a ser apurada para um campeonato da Europa ( Berlim 1990).
Tem mais de 800 internacionalizações em volei de praia ( jogos mundiais, Campeonatos do mundo, campeonatos da Europa, etapas do circuito mundial, etapas do circuito Europeu, jogos da Lusofonia).
Foi escolhido para ser o portador da tocha olímpica nos jogos da lusofonia em Macau.
Foi capitão das seleções nacionais de juniores e de seniores.
Foi capitão e campeão nacional na Associação Académica de Espinho.
Foi capitão e campeão nacional no Sporting clube de Espinho.
Foi capitão e campeão nacional no Sporting clube de Portugal.
Atribuição de prémio revelação do ano e prémio atleta do ano pela AVP.
Atribuição do prémio revelação do ano e de atleta do ano ( várias vezes) pela Câmara municipal de Espinho.
Prémio Carreira Desportiva atribuído pelo Comité Olímpico de Portugal em 2009
Medalha de Mérito atribuída pelo Comité Olímpico de Portugal em 2016
Medalha de Valor Desportivo em Ouro da Cidade de Espinho
Medalha de Honra da Cidade e Título de Cidadão de Espinho
Troféu Agência Lusa – Atleta do Ano em 1996.
Melhor Atleta Antena 1/Desporto em 1996.
Melhor jogador da etapa do Campeonato Europeu de Voleibol de Praia em Espinho 1994.
Sócio de Mérito da Associação de Voleibol do Porto.
Atribuído a condecoração “ cidadão de Espinho”, pela câmara municipal de Espinho.
Prémio Stromp pelo Sporting clube de Portugal.
Atribuição do prémio CNID( atleta revelação do ano)
Atribuição do prémio “ reconhecimento” pelo CNID em 2018
Considerado 5 vezes consecutivas o melhor jogador de voleibol com a atribuição do “troféu Gandula” pela gazeta dos desportos.
Atribuição do Prémio “ Rugidos do Leao” 2018
Atribuição do prémio “ carreira desportiva” pela fundação do desporto.
Mais de 1300 jogos efectuados em pavilhão e mais de 800 em vôlei de praia.
Participou em 162 etapas do circuito mundial juntamente com João Brenha,Nelson Brígida, Miguel Soares, Alexandre Afonso e Pedro Rosas.
Juntamente com João Brenha, foram a primeira dupla do mundo a participarem juntos em 100 etapas do circuito mundial, sendo neste momento a segunda dupla mundial atrás da dupla da Noruega.
Nome dado a um pavilhão de uma escola em VN de Gaia ( pavilhão Miguel Maia e João Brenha) e a uma avenida na marginal da cidade de Espinho ( avenida Maia/Brenha).
Dezenas de prémios individuais conquistados ao longo da sua longa carreira como melhor jogador, melhor distribuidor, melhor defesa, melhor serviço.
Pela Determinação, Espírito Ganhador e Voluntarismo é merecedor do reconhecimento desportivo pela confederação do desporto ao ser considerado um dos melhores 100 desportistas de sempre em Portugal, ao lado de grandes figuras mundiais como Paulo Futre, Moniz Pereira, Fernando Gomes, Vítor Damas, Vítor Baía, Luís Figo, Rosa Mota, Eusebio, Fernanda Ribeiro,Jordão, Manuel Fernandes,Chalana,António Livramento, Joaquim Agostinho, Fernando Mamede, Carlos Lopes, Cristiano Ronaldo e muitos outros.
Foi diretor desportivo do colégio do Rosário, diretor desportivo e presidente do Porto Vôlei, onde conquistou mais de uma dezena de títulos regionais e nacionais.
É presidente da associação de atletas em Portugal ( ANAV). Apadrinhou vários torneios a nível nacional e internacional.
Tem o seu nome gravado numa placa no passeio da fama do Sporting Clube de Portugal.
Na FPV já foi o embaixador do projeto gira vôlei e coordenador das seleções nacionais de vôlei de praia.
Actualmente é promotor de um dos maiores eventos de voleibol do mundo AMB Volleyball Cup que se realiza em Espinho, Portugal.
Em 2019 organizou juntamente com o João Brenha o primeiro mundial de Master em Espinho.
Juntamente com João Brenha e o Professor Francisco Fidalgo têm uma escola de vôlei de praia em Espinho,na praia Pop, onde ensinam a prática da modalidade e organizam torneios semanais de 2x2.
Em 1991 faz uma comissão para fazer o primeiro torneio de duplas em Portugal.
Cria essa comissão com o seu pai Luis Maia, com o professor Luís Resende, Henrique Gomes e Amadeu Amaro ( principal patrocinador).
Com o apoio da câmara municipal de Espinho, esse primeiro torneio veio a realizar-se na praia da Baía e é chamado de Dacasca Beach volley.
Esse primeiro torneio surgiu por convite a vários atletas profissionais de volei de pavilhão.
De referir que foi a partir deste primeiro torneio que começou a dupla Maia/Brenha.
No dia 13 de Junho de 2023, no Centro Multimeios de Espinho, com a presença de diversas entidades, individualidades do mundo do desporto e amigos, anunciou, com 52 anos de idade, o final da sua carreira desportiva como atleta de voleibol, tendo, de forma simbólica, passado a sua mítica camisola 8 para o seu filho Guilherme Maia, que atualmente é atleta na Associação Académica de Espinho.

## 16 Campeonatos Nacionais da divisão A1
2017/2018 Sporting clube de Portugal
2011/2012 Sporting clube de Espinho
2009/2010 Sporting Clube de Espinho
2008/2009 Sporting Clube de Espinho
2006/2007 Sporting Clube de Espinho
2005/2006 Sporting Clube de Espinho
2004/2005 Sporting Clube de Espinho
1999/2000 Sporting Clube de Espinho
1998/1999 Sporting Clube de Espinho
1996/1997 Sporting Clube de Espinho
1995/1996 Sporting Clube de Espinho
1994/1995 Sporting Clube de Espinho
1993/1994 Sporting Clube de Portugal
1992/1993 Sporting clube de Portugal
1991/1992 Sporting clube de Portugal
1989/1990 Académica de Espinho

## 1 campeonato nacional da A2
1987/1988 Académica de Espinho
```
                      9 Taças de Portugal
```

2016/2017 Sporting Clube de Espinho
2007/2008 Sporting Clube de Espinho
2000/2001 Sporting Clube de Espinho
1999/2000 Sporting Clube de Espinho
1998/1999 Sporting Clube de Espinho
1997/1998 Sporting Clube de Espinho
1996/1997 Sporting Clube de Espinho
1995/1996 Sporting Clube de Espinho
1992/1993 Sporting clube de Portugal
```
                      6 Super taças
```

2000/2001 Sporting Clube de Espinho
1997/1998 Sporting Clube de Espinho
1996/1997 Sporting Clube de Espinho
1995/1996 Sporting Clube de Espinho
1994/1995 Sporting Clube de Portugal
1993/1994 Sporting Clube de Portugal
TROFEU STROMP - SPORTING CLUBE DE PORTUGAL
•7 títulos “ troféu Stromp” únicos participados ( 1991/1992 ; 1992/1993 ; 1993/1994 e 2017/2018 ; 2018/2019 ; 2019/2020 ; 2020/2021)
1 TAÇA DE HONRA DA ASSOCIAÇÃO DE VOLEIBOL DE LISBOA 1993/1994
```
                       1 Top Teams Cup
```

2000/2001 Sporting Clube de Espinho
Volei de praia
```
                       8 Campeonatos Nacionais
```

2008
2006
2003
1997
1996
1995
1994
1993
```
                              World Tour
                            1º Classificado
```

1999 – Rússia
1998 – Bélgica
```
                         Campeonatos do Mundo
```

2007 – 17º Classificado
2005 – 17º Classificado
2003 – 4º Classificado
2001 – 9º Classificado
1999 – 13º Classificado
1997 – 17º Classificado
```
                             Jogos Olímpicos
```

Atenas 2004 – 9º Classificado
Sydney 2000 – 4º Classificado
Atlanta 1996 – 4º Classificado

## Carreira

### Começo no Voleibol
Fanático por futebol, Miguel Maia nunca fechou os olhos às restantes modalidades, nomeadamente o voleibol. O facto de Espinho ser uma cidade bastante virada para o voleibol, e do pai do jovem ser dirigente da Académica de Espinho, acabou por ser decisivo para a escolha de Maia. Depois de fazer toda a sua formação, e de conquistar vários títulos de iniciados e juvenis, em 1987 estreia-se a nível sénior, na formação espinhense. Nas 3 épocas em que representou o clube, contribuiu para a subida de divisão (com direito a título de campeão do segundo escalão) e para a histórica conquista do principal título nacional([[Campeonato Nacional de Voleibol (Portugal)|Campeonato]. O final de ciclo dá-se com a transferência para o principal clube espinhense, numa passagem efémera de apenas um ano, antes de se mudar para um dos 3 Grandes do desporto português, no caso o Sporting Clube de Portugal. Maia não mais voltaria a representar a Académica de Espinho, clube da sua formação, durante a sua carreira profissional.

### Títulos históricos no Sporting e no Sporting de Espinho
A época de 1990/1991 não correu conforme esperado e Maia mudou-se para Alvalade. Ao serviço dos Leões, conquistou o Campeonato logo na sua época de estreia. Uma vitória que teve duplo sabor para o Sporting que quebrou um jejum que durava desde 1955/1956, e sucedeu ao grande rival Benfica como campeão nacional. Nas 3 épocas em que representou o clube leonino, conquistou todos os campeonatos em disputa, venceu uma Taça de Portugal e 2 Supertaças. No final da época 1993/1994, o distribuidor não foi capaz de resistir ao convite do maior clube da sua terra, o Sporting de Espinho, que tinha a expectativa de montar uma equipa forte, capaz de voltar a trazer as glórias perdidas no passado. Os Tigres reforçam-se com Miguel Maia, mas também com João Brenha, seu ex-colega na Académica e amigo de infância. O sucesso não tardou e logo na primeira época de ambos, o clube conquista o seu 8º título de campeão nacional, quebrando um jejum longo de 7 anos.
Em 2017/2018 é novamente campeão nacional no seu regresso ao Sporting Clube de Portugal.
Em 2019 inicia a época com vitória no mítico troféu Stromp.

### Jogos Olímpicos de Atlanta
É durante o ano de 1994 que Miguel Maia começa a praticar voleibol de praia a nível profissional, com a companhia do seu colega de equipa João Brenha. Um processo natural e facilitado pelo facto de actuarem juntos na variante indoor do desporto. A primeira participação de ambos no circuito mundial, culminou num  9º Lugar no seu primeiro torneio, demonstrando que a aposta na areia foi ganha e o projecto na praia tinha pernas para andar. No caminho para os Jogos Olímpicos de Atlanta, os primeiros a incluir o voleibol de praia, Miguel Maia e João Brenha não descuraram os seus compromissos no voleibol indoor e e ajudaram e de que maneira o seu clube a conquistar a dobradinha Campeonato e Taça de Portugal) de 1995/1996 e a Supertaça relativa à época anterior. No voleibol de praia, a dupla portuguesa alcançou resultados muito satisfatórios, com dois quartos lugares e dois sétimos lugares, no circuito mundial (este resultado foi suficiente para conseguir a qualificação para os Jogos), mas no entanto a dupla chegou a Atlanta classificada num modesto 37º Lugar. As perspectivas eram de um lugar nos 12 primeiros, devido à falta de experiência normal para quem tinha começado há tão pouco tempo na modalidade e por isso chegar a uma meia final olímpica parecia uma utopia, à chegada a Atlanta. Para preparar melhor a sua primeira participação, os dois atletas foram estagiar com a dupla campeã do mundo Franco Neto e Roberto Lopes durante 2 semanas, no Brasil. O jogo de abertura correu bem e a vitória sorriu aos portugueses, que bateram o par holandês Michel Everaert e Sander Mulder por 15-8. Mas o segundo jogo não podia ter corrido pior, com uma derrota copiosa às mãos da dupla norte-americana Sinjiin Smith e Carl Henckel, por 15-7. No caminho para o surpreendente jogo de disputa da medalha de bronze, a dupla do Sporting de Espinho teve de passar pela repescagem, devido à derrota averbada tão cedo na competição, mas contra todas as expectativas e de forma categórica venceu 5 jogos consecutivos e atingiu a meia final de Atlanta, eliminando jogadores de nível mundial, como o duo espanhol Javier Muníz e Miguel Prieto (15-8), os argentinos Martinez e Conde (por gordos 15-5), a dupla brasileira Zé Marco e Emanuel Rego (15-12), os noruegueses Jan Kvalheim e Bjørn Maaseide (esmagados por 15-3) e por fim os favoritos norte-americanos Cristopher Smith e Carl Henkel (renhidos 15-13). Infelizmente para as cores nacionais, a série de triunfos terminou no jogo contra Mike Whitmarsh/Michael Dodd, que derrotaram a dupla de Portugal por 15-13. No jogo do 3º e 4º Lugar, os canadianos Child e Heese não deram qualquer hipótese e venceram por 2-0 (12-5, 12-8), frustrando qualquer hipótese duma terceira medalha olímpica para Portugal, depois do bronze de Hugo Rocha e Nuno Barreto, na Vela e do ouro de Fernanda Ribeiro, nos 10000 metros. Para além do diploma olímpico, resultante do surpreendente 4º Lugar, a dupla nacional conquistou mais dois prémios de consolação: o de melhor defesa e o de melhor blocador do torneio.

### Hexa-campeão nacional em pavilhão
No voleibol indoor os Tigres começaram a construir uma hegemonia total. Com o contributo de Miguel Maia, o SC Espinho sagra-se hexacampeão nacional, um feito histórico no voleibol português, apenas ultrapassado pelos 7 títulos consecutivos conquistados pelo Instituto Superior Técnico, entre 1946 e 1953. A juntar aos 6 campeonatos seguidos, deu-se a conquista de todas as Taças de Portugal desse período. Derrotas apenas nas Supertaças de 1995/1996 e 1998/1999. Na praia, o atleta espinhense continuava a impressionar e em 1998 surge a primeira grande vitória para o par espinhense, nesta variante da modalidade, com o título do Open da Bélgica, logo seguida do triunfo em 1999 no Open da Rússia. Foi nesta fase que a dupla Maia/Brenha atingiu o seu melhor resultado no ranking mundial de sempre, com o 17º Lugar na lista.

### Frustração nos Jogos de Sydney
Para os Jogos Olímpicos de Sydney, as expectativas já eram bem mais altas. A ambição era agora de conquistar um lugar no pódio, depois de terem fracassado mesmo com a medalha à vista. Antes do começo da competição, Miguel Maia foi distinguido com uma enorme honra, pois na condição de capitão de equipa, foi escolhido para ser ser o porta-estandarte da comitiva portuguesa na capital australiana, sucedendo à referência do desporto nacional, Fernanda Ribeiro. No entanto a sorte não quis nada com a dupla de Espinho e acabou por lhes pregar uma partida, com a repetição do resultado final de quatro anos antes, um muito valoroso, mas igualmente dececionante 4º Lugar, tão perto das tão ambicionadas medalhas. Os portugueses arrancaram em força nesta sua segunda participação, vencendo sem contestação a dupla norueguesa Kvalheim/Maaseide, no primeiro jogo e a dupla argentina Martin Conde e Eduardo Martínez, no segundo jogo, jogos que foram uma reedição da vitória dos portugueses em Atlanta. Num jogo muito renhido, nos quartos de final, Miguel Maia e João Brenha venceram os irmãos suíços (Martin e Paul Laciga) por 15-11, num jogo onde incrivelmente estiveram a perder por 5-11. Nove pontos seguidos deram a volta ao jogo, que durou 43 minutos, e colocaram os atletas nacionais à beira do sonho da final olímpica. Novamente com quatro lugares para disputar e apenas um a não dar direito a qualquer medalha, a fava coube à dupla nacional, incapaz de ultrapassar os norte-americanos Dain Blanton e Eric Fonoimoana e a dupla alemã Jörg Ahmann e Axel Hager. No encontro da meia final, a medalha chegou a estar muito perto, com os espinhenses a colocarem-se a vencer por 12-10. Com o pássaro na mão, Maia e Brenha deixaram-no fugir, cedendo 5 pontos consecutivos que apuraram o par norte-americano para a final. Favoritos para o derradeiro encontro, a dupla portuguesa apareceu em campo arrasada física e mentalmente depois da derrota com os futuros campeões olímpicos, e com a perspectiva de "morrer na praia" novamente a pairar nas suas cabeças, vacilou no encontro de atribuição do bronze e perdeu copiosamente para Ahmann e Hager, por 2-0 (9-12, 6-12), deixando o sonho de medalhar na maior competição desportiva do mundo fugir novamente.

### Conquista europeia histórica
Depois desta enorme desilusão desilusão olímpica, veio a euforia duma conquista inédita para o voleibol nacional. Na época de 2000/2001, Miguel Maia foi a estrela da sua equipa, o Sporting Clube de Espinho, que conquistou pela primeira vez na história de Portugal, a CEV Top Teams Cup. Na Turquia, os Tigres derrotaram na final os russos do Ekaterimburg e conquistaram o troféu europeu, depois duma caminhada imaculada na competição, para a qual entraram como campeões nacionais. Depois de estarem com o jogo controlado e a vencer confortavelmente por 2-0, João Brenha e os seus colegas permitiram a recuperação russa, que repôs a igualdade a 2 sets. No quinto e último set, o jogo esteve empatado a 13 pontos, e o Ekaterimburg dispôs de 3 possibilidades para fechar o encontro e selar o triunfo, o que não se veio a verificar. Com o jogo empatado a 16, foi  Miguel Maia quem assumiu a responsabilidade de servir, e dos seus serviços fortes e colocados, acabaram por resultar em  dois pontos decisivos de Sandro Correia, que assim fechou o jogo com o resultado de 18-16 na "negra", para o Sporting Clube de Espinho, que ganhou por 3-2. Miguel Maia estava mais uma vez no centro dum feito histórico do voleibol português. A nível nacional, o clube nortenho, quiça ainda deslumbrado pelo seu feito a nível europeu, viria a perder a hipótese de igualar o record de 7 Campeonatos Nacionais, perdendo para o Castêlo da Maia GC, que assim se tornava campeão pela primeira vez na sua história. A vitória na Taça de Portugal fechou com chave de ouro uma temporada histórica para a equipa espinhense.

### Terceira participação nos Jogos Olímpicos
No caminho para os Jogos Olímpicos de Atenas, em 2004, Miguel Maia não logrou conquistar qualquer título pelo seu clube, que passou um hiato de vitórias após a conquista da Top Teams Cup. Na época de 2003/2004, o atleta transferiu-se para o Esmoriz GC, sem conquistar qualquer título. No vólei de praia, o par português conseguiu atingir novo 4º Lugar, desta feita no Campeonato do Mundo, realizado no Brasil. A medalha de bronze foi perdida no jogo decisivo para os brasileiros Benjamin Insfran e Márcio Araújo, que contavam com a vantagem do factor casa. Nas Olimpíadas de Atenas os atletas de Espinho chegavam em pior forma que nas duas participações anteriores, em virtude da lesão prolongada que Brenha tinha sofrido meses antes (rotura de ligamentos do joelho), que apenas lhe permitiu disputar 3 torneios do circuito mundial em 2004. A esperança de conquistar uma medalha já era residual, mas mesmo assim os atletas de Espinho tiveram uma digna prestação, ao serem eliminados nos oitavos de final. Na fase de grupos da prova, ganharam um jogo e perderam dois, tendo de esperar por terceiros para saber o seu futuro. Acabaram por ser repescados, em virtude das derrotas dos austríacos Berger e Bosch e dos noruegueses Maaseide e Horrem. No dia seguinte, nos oitavos de final os portugueses acabaram eliminados pelos suíços Patrick Heuscher e Stefan Kobel, por 2-0, com parciais de 21-18 e 21-19, que não refletem um jogo que não foi, de todo, equilibrado. A lesão de João Brenha acabou por condicionar muito a prestação da dupla, que pouco pôde fazer perante a força dos adversários, mais frescos e com maior rodagem durante o ano, no circuito mundial.

### Experiência em Itália e ausência dos Jogos de Pequim
Em 2004/2005, o distribuidor teve uma breve passagem pelo voleibol italiano, ao serviço do Reima Crema. Era uma experiência há muito ambicionada pelo português, mas sempre adiada devido aos compromissos do vólei de praia. No final duma época sem títulos em Itália, e já depois de participar no Campeonato Europeu de Voleibol em Itália (Portugal terminou em 10º Lugar), Maia regressou ao seu clube de sempre, o Sporting de Espinho e ao serviço dos Tigres conquistou, em pavilhão, mais 2 Campeonatos Nacionais e 1 Taça de Portugal até 2008. Na praia, Miguel Maia ainda fez dupla com João Brenha até 2008, sempre na esperança duma quarta presença em Jogos Olímpicos. Infelizmente para o par português, uma lesão de Brenha impediu a participação no Open de Marselha e assim inviabilizou a qualificação dos atletas de Espinho para Pequim. Terminava assim uma brilhante dupla, à qual só ficou a faltar a medalha olímpica, que tão perto esteve por duas vezes de ser conquistada. Miguel Maia não abandonou de imediato a modalidade olímpica, que continuou a praticar até 2011, empenhado em assegurar a quarta participação nos Jogos Olímpicos, desta feita fazendo par com o experiente Pedro Rosas, que anteriormente competia com José Pedrosa. A qualificação para Londres não foi alcançada e o atleta abandonou em 2011 a atividade no vólei de praia.

### Hegemonia no Sp.Espinho
Apesar das más notícias no que diz respeito à vertente olímpica, o distribuidor espinhense continuou a capitanear com sucesso a sua equipa, para mais vitórias e troféus. Depois de perder o título para o Vitória de Guimarães, em 2007/2008, o Sporting de Espinho venceu 3 dos 4 campeonatos seguintes (Fonte Bastardo levou a melhor em 2010/2011), vencendo a concorrência forte do Benfica, que se tinha reforçado com grande parte dos melhores jogadores do panorama nacional, tanto na épocas de 2009/2010 como em 2011/2012. Em ambos os casos, as vitórias foram conseguidas no último jogo da final do Campeonato, sendo que na primeira época a "negra" foi jogada em Espinho, enquanto em 2012 foi jogada na Luz, casa das Águias. Esta última vitória, que foi o 15º Campeonato Nacional da carreira de Miguel Maia, teve segundo o próprio, um sabor especial, por ter sido vencida no pavilhão duma equipa forte, como o Benfica. No final da temporada, Maia renovou por mais três épocas. Já um caso raro de longevidade, numa modalidade tão exigente como esta.

### Regresso ao Sporting
Miguel Maia retorna ao Sporting em 2017-2018 com um contrato de 3 anos, sendo campeão logo na época de estreia após vencer o Benfica em cinco jogos de elevada intensidade.
Em 2019 vence o mítico troféu Stromp.

## Palmarés

### Voleibol

#### AA Espinho
- Campeonato Nacional (1): 1989/1990
- Taça da Federação Portuguesa de Voleibol (1): 1988/1989
- Campeonato Nacional da II Divisão (1): 1987/1988

#### Sporting CP
- Campeonato Nacional (4): 1991/1992, 1992/1993, 1993/1994, 2017/2018
- Taças de Portugal (1): 1992/1993
- Supertaça de Portugal (2): 1991/1992, 1993/1994

#### SC Espinho
- CEV Top Teams Cup (1): 2000/2001
- Campeonato Nacional (11): 1994/1995, 1995/1996, 1996/1997, 1997/1998, 1998/1999, 1999/2000, 2005/2006, 2006/2007, 2008/2009, 2009/2010, 2011/2012
- Taças de Portugal (8)

1995/1996, 1996/1997, 1997/1998, 1998/1999, 1999/2000, 2000/2001, 2007/2008,
2016/2017,
- Supertaça de Portugal (4): 1994/1995, 1996/1997, 1997/1998, 1999/2000

#### Seleção Nacional
- (Itália 2005) - (10º Lugar)
- Campeonato Europeu de juniores (Berlim 1990) - (12º Lugar)

### Voleibol de Praia

#### Jogos Olímpicos
- Atlanta 1996 - (4º Lugar)
- Sydney 2000 - (4º Lugar)
- Atenas 2004 - (9º Lugar)
- Considerado o melhor defesa do mundo nas olimpíadas de Atlanta e Sydney.

#### Campeonato do Mundo
- Participação em 6 fases finais do Campeonato do Mundo.
- Brasil 2003 - (4º Lugar)

#### Títulos
- Open da Bélgica - 1998 Mundo
- Open da Rússia - 1999 Mundo
- Open de Portugal Europeu
- 8 Campeonatos Nacionais ( únicos participados ) - 1993, 1994, 1995, 1996, 1997, 2003, 2006 e 2008
- 2 Campeonatos Nacionais 4 x 4 (pelo SC Espinho)
- Mais de uma dezena de etapas do campeonato nacional.